# Otto Angermann
Otto Angermann (* 30. Juli 1875 in Dresden; † 7. Juni 1938 ebenda) war ein deutscher Fechter. Mit dem Dresdner Fecht-Club gewann er die erste Deutsche Mannschaftsmeisterschaft 1921 mit dem Florett.
Angermann trat 1908 dem Dresdner Fechtclub bei und wurde schnell einer seiner erfolgreichsten Fechter. 1921 konnte er zusammen mit Adam und Richter die erste Deutsche Florettmeisterschaft gewinnen. Auch bei den Deutschen Einzelmeisterschaften drang er zwischen 1913 und 1923 mit Florett und Säbel mehrmals bis in die Finalrunden vor. 1913 gewann er sowohl mit dem Degen als auch mit dem Säbel das Hamburger Fechtturnier. Bis mindestens 1923 nahm er an zahlreichen weiteren nationalen und internationalen Turnieren teil.
Angermann war auch als Kampfrichter tätig, unter anderem bei den Olympischen Spielen 1936 in Berlin. Nach der Volksschule besuchte er bis 1896 das Fletchersche Lehrerseminar und war beruflich als Lehrer tätig. Er starb kurz nach seiner Pensionierung am 7. Juni 1938 im Alter von 62 Jahren in Dresden.